# Teemu Pukki
Teemu Eino Antero Pukki (phát âm tiếng Phần Lan: [ˈt̪e̞ːmu ˈpukːi]; sinh ngày 29 tháng 3 năm 1990) là một cầu thủ bóng đá người Phần Lan hiện đang thi đấu ở vị trí tiền đạo cho câu lạc bộ HJK tại Veikkausliiga và đội tuyển quốc gia Phần Lan.
Anh bắt đầu sự nghiệp với đội bóng KTP và có trận đấu chuyên nghiệp đầu tiên vào ngày 23 tháng 6 năm 2005 ở tuổi 15 trong trận đấu thuộc Cúp quốc gia Phần Lan. Năm 2018, Pukki đã ký hợp đồng với Norwich City theo dạng chuyển nhượng tự do và được bầu chọn là cầu thủ xuất sắc nhất mùa giải của EFL Championship 2018-19.
Pukki ra mắt đội tuyển quốc gia Phần Lan vào năm 2009 và đã có hơn 010 lần ra sân, ghi được 33 bàn thắng. Anh đã ghi 10 bàn sau 10 trận ở vòng loại Euro 2020, giúp Phần Lan đến với giải đấu quốc tế đầu tiên của họ.

## Sự nghiệp câu lạc bộ

### KTP
Pukki bắt đầu bộc lộ năng khiếu chơi bóng và có cơ hội thử việc ở đội bóng HOPS (Hovinsaaren Palloseura).Anh nhánh chóng vượt qua giai đoạn thử việc và gia nhập câu lạc bộ quê hương của mình KTP và chơi cho đội U19 của họ.Anh ra mắt đội một của câu lạc bộ khi mới 16 tuổi,màn trình diễn xuất sắc giúp anh được triệu tập vào đội tuyển trẻ của Phần Lan. Trong hai mùa giải chơi cho đội một, Pukki đã có 29 lần ra sân ở Giải Ngoại hạng Phần Lan và ghi được ba bàn thắng.

### Sevilla
Pukki chuyển đến Sevilla từ KTP.Anh chủ yếu chơi cho đội dự bị của Sevilla (Sevilla Atlético).Vào ngày 7 tháng 12 năm 2008,anh được đôn lên đội một trong trận đấu với Real Madrid C.F. nhưng không được sử dụng. Anh ấy đã có trận ra mắt La Liga trên sân nhà trước Racing vào ngày 25 tháng 1 năm 2009.Anh ấy thấy mình không được sử dụng ở Sevilla khi chơi chủ yếu cho đội dự bị Sevilla Atlético và anh ấy quyết định trở lại Phần Lan.

### HJK

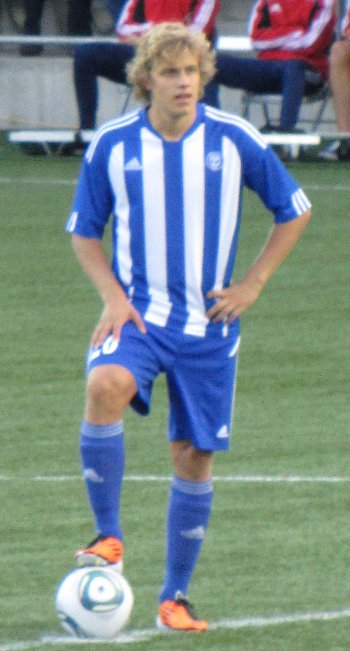
Pukki chơi cho HJK năm 2011

Vào ngày 28 tháng 8 năm 2010, Pukki ký hợp đồng ba năm rưỡi với câu lạc bộ HJK của Phần Lan.Pukki ra mắt vào ngày 30 tháng 8 trong trận đấu với IFK Mariehamn . Anh ấy đã ghi được bàn thắng đầu tiên cho HJK trong trận đấu tiếp theo với FF Jaro.Trong mùa giải 2010, anh đã chơi bảy trận và ghi được hai bàn thắng cho HJK.Vào cuối mùa giải, HJK vô địch Veikkausliiga của Phần Lan và giành giải bạc tại Cúp Phần Lan.Trong mùa giải 2011,anh ghi được 11 bàn thắng và có 8 pha kiến tạo trong 18 trận đấu.Pukki cũng là nhân vật chủ chốt trong các suất dự UEFA Champions League và UEFA Europa League của HJK.

### Schalke 04
Vào ngày 31 tháng 8 năm 2011, Pukki gia nhập Schalke theo một bản hợp đồng ba năm. Anh có trận ra mắt vào ngày 18 tháng 9, khi vào sân thay Klaas-Jan Huntelaar ở phút 66 trong trận thua 0–2 trước Bayern Munich .  Vào ngày 6 tháng 11, anh ghi hai bàn cho Schalke trong trận đấu với Hannover 96.Qua đó trở thành cầu thủ người Phần Lan thứ 3 ghi 2 bàn tại Bundesliga sau  Ari Hjelm và Pasi Rautiainen

### Celtic
Pukki gia nhập Celtic từ FC Schalke 04 với mức phí không được tiết lộ vào ngày 31 tháng 8 năm 2013.  Anh ấy ghi bàn ngay ở  trận ra mắt trong chiến thắng 3-1 trước Hearts vào ngày 14 tháng 9 năm 2013.Vào ngày 8 tháng 7 năm 2014, Pukki ghi hat trick đầu tiên cho Celtic trong trận giao hữu trước mùa giải với LASK Linz

### Brøndby

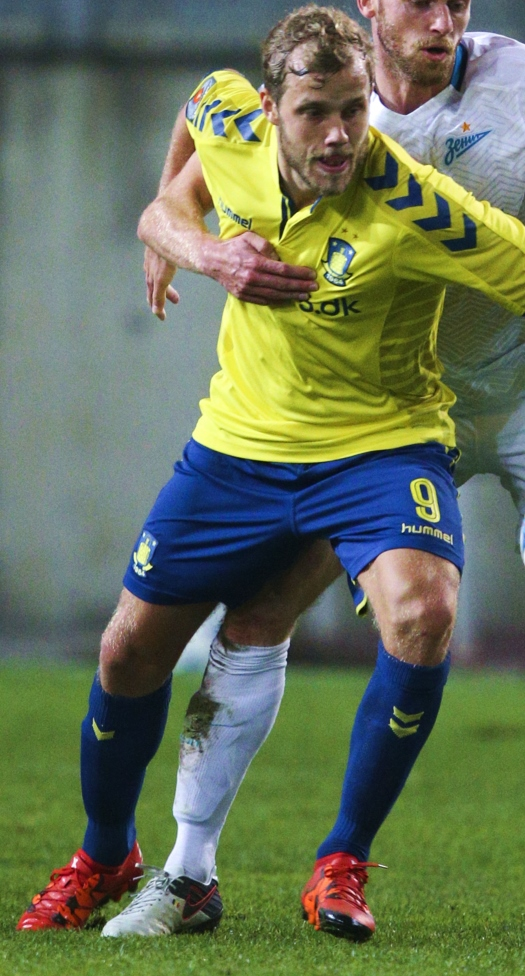
Pukki chơi cho Brøndby IF năm 2016

Vào ngày 1 tháng 9 năm 2014,Pukki gia nhập đội bóng Đan Mạch Brøndby IF theo dạng cho mượn.Anh có trận ra mắt 13 ngày sau đó trong một trận đấu trên sân nhà với Randers  và ghi bàn thắng đầu tiên hai tuần sau đó trong trận hòa 2–2 trước Esbjerg.Anh tiếp tục ghi thêm bốn bàn trong bốn trận tiếp theo,nhờ phong độ xuất sắc của mình annh được bầu chọn là Cầu thủ Superliga của tháng vào tháng 10. Vào ngày 19 tháng 6 năm 2015,Pukki ký hợp đồng cính thức với Brøndby,hợp đồng có thời hạn 3 năm và khoản phí chuyển nhượng không được tiết lộ
Vào ngày 4 tháng 8 năm 2016, Pukki ghi ba bàn giúp  Brøndby hạ gục Hertha BSC ở lượt trận thứ ba của vòng loại UEFA Europa League 2016–17,Vào ngày 13 tháng 7 năm 2017, anh ghi một bàn vào lưới VPS ở trận lượt đi vòng sơ loại thứ hai UEFA Europa League 2017–18.Vào ngày 10 tháng 5 năm 2018, anh chơi trong trận đấu Brøndby đánh bại Silkeborg IF với tỷ số 3–1 trong trận chung kết Cúp Đan Mạch 2017–18 .
Anh rời câu lạc bộ vào cuối mùa giải 2017-18 sau khi không đạt được thỏa thuận mới với câu lạc bộ.

### Norwich City

#### Mùa giải 2018–19
Ngày 30 tháng 6 năm 2018, Pukki gia nhập câu lạc bộ Norwich City theo dạng chuyển nhượng tự do với hợp đồng 3 năm. Anh có trận ra mắt vào ngày 4 tháng 8, thi đấu đầy đủ 90 phút của trận hoà 2–2 với Birmingham City. Một tuần sau đó, anh ghi bàn thắng đầu tiên trong trận thua West Bromwich Albion trên sân nhà. Từ tháng 1 đến tháng 2 năm 2019, Pukki đã ghi 8 bàn thắng sau 6 trận liên tiếp, kết thúc bằng cú đúp trong chiến thắng 4–0 với Bolton Wanderers.
Vào tháng 4 năm 2019, Pukki được bầu chọn là cầu thủ xuất sắc nhất mùa giải của EFL Championship và có mặt trong đội hình tiêu biểu mùa 2018–19. Anh giành giải cầu thủ xuất sắc nhất mùa của Norwich City mùa 2018–19 do người hâm mộ bình chọn nhận giải Barry Butler Memorial Trophy.

#### Mùa giải 2019–20

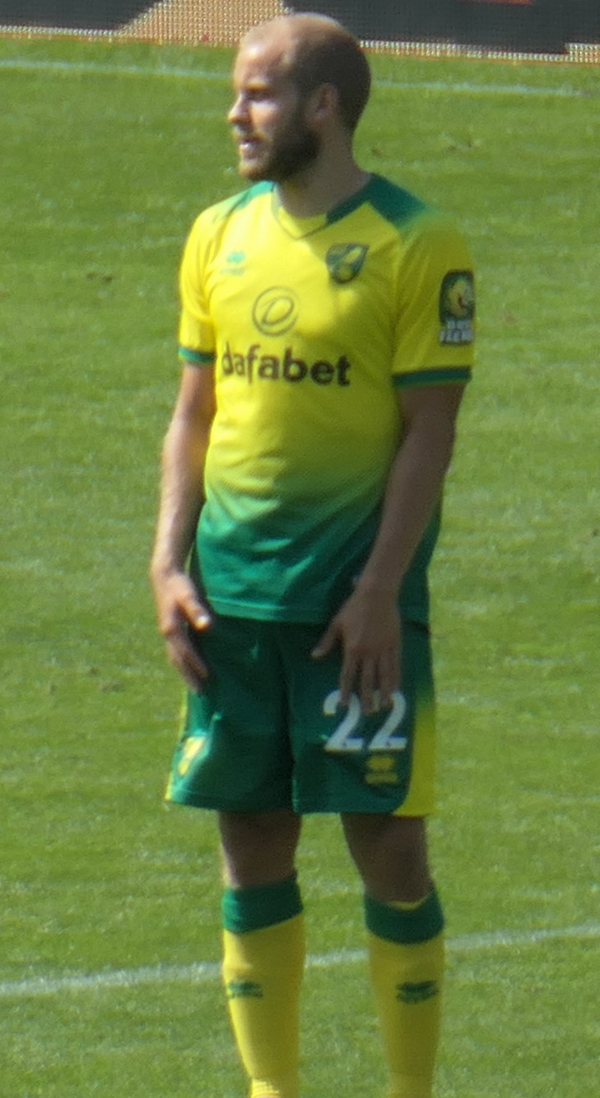
Pukki trong màu áo Norwich City năm 2019

Ngày 3 tháng 7 năm 2019, Pukki ký hợp đồng mới với Chim hoàng yến. Ngày 9 tháng, anh ghi bàn thắng đầu tiên tại Premier League trong trận thua 1–4 trên sân nhà trước Liverpool vòng mở màn mùa giải mới. Tám ngày sau, anh ghi một cú hat-trick vào lưới Newcastle United, đây cũng là hat-trick đầu tiên tại Premier League của Norwich từ khi Efan Ekoku phá lưới Everton vào tháng 9 năm 1993. Trong tháng 8, anh được bầu chọn là cầu thủ xuất sắc nhất tháng của Premier League và cầu thủ xuất sắc nhất tháng của PFA.

#### Mùa giải 2020–21
Pukki vẫn ở lại Norwich sau khi đội xuống hạng Championship và ghi bàn thắng đầu tiên trong mùa giải trong trận hòa 2–2 với Preston North End tại Carrow Road. Pukki tiếp tục phong độ ấn tượng của mình tại Giải vô địch và ghi bàn thắng thứ năm mươi cho Canaries với cú đúp trong chiến thắng 2–1 trước Blackburn Rovers. Pukki được vinh danh là Cầu thủ xuất sắc nhất tháng của Giải vô địch vào tháng 2 năm 2021, ghi được bảy bàn thắng sau bảy trận đấu. Vào ngày 6 tháng 4 năm 2021, anh đã ghi hat-trick đầu tiên tại Giải vô địch và là bàn thắng thứ hai mươi lăm của anh trong mùa giải trong chiến thắng 7–0 trước Huddersfield Town.
Vào tháng 4 năm 2021, anh được vinh danh trong Đội hình tiêu biểu của mùa giải EFL và được đề cử giải Cầu thủ xuất sắc nhất mùa giải của EFL Championship. The award was however won by his team mate Emiliano Buendía.

#### Mùa giải 2021–22
Pukki ghi bàn thắng đầu tiên trong mùa giải vào lưới Leicester từ chấm phạt đền, trong trận thua 2-1. Pukki cũng ghi bàn thắng đầu tiên trong mùa giải từ một pha tấn công mở vào lưới Watford. Anh ấy đã ghi bàn trong hai chiến thắng liên tiếp của Norwich trước Brentford và Southampton, trận đấu sau là trận đấu đầu tiên của câu lạc bộ dưới sự quản lý của Dean Smith. Trong suốt mùa giải, Pukki đã ghi được 11 bàn thắng và kết thúc mùa giải với tư cách là cầu thủ ghi nhiều bàn thắng nhất của Norwich trong mùa giải thứ 4 liên tiếp. Anh cũng được bầu chọn là cầu thủ xuất sắc nhất mùa giải của Norwich City, tuy nhiên một lần nữa Norwich City lại phải xuống hạng.

#### Mùa giải 2022–23
Mặc dù được đồn đoán sẽ ra đi, Pukki vẫn ở lại Norwich trong mùa giải 2022–23. Anh đã ghi bàn thắng đầu tiên trong mùa giải trong chiến thắng 3–0 trước Coventry City. Pukki ghi được cú đúp vài ngày sau đó trong chiến thắng 3–2 trước Bristol City. Anh ấy đã ghi bàn thắng duy nhất của trận đấu khi Norwich đánh bại Blackpool với tỷ số 1–0. Pukki đã ghi được cú đúp trong trận đấu với đội bóng đang cạnh tranh thăng hạng Sheffield United với tỷ số hòa 2–2, tuy nhiên anh đã bỏ lỡ một quả phạt đền vào phút cuối. Anh ấy đã ghi cú đúp thứ ba trong mùa giải trong chiến thắng 4–0 trên sân khách trước Preston North End, đó là trận đấu đầu tiên của huấn luyện viên David Wagner khi dẫn dắt Norwich. Vào ngày 5 tháng 4 năm 2023, anh xác nhận rằng anh sẽ rời câu lạc bộ sau khi hợp đồng hết hạn vào cuối mùa giải.
Trong năm mùa giải chơi cho Norwich City, Pukki đã ghi được 88 bàn thắng trong 210 trận đấu, trở thành cầu thủ ghi bàn nhiều thứ tư trong toàn bộ lịch sử câu lạc bộ, sau Johnny Gavin, Terry Allcock và Iwan Roberts. Anh được coi là huyền thoại của câu lạc bộ tại Norwich.

### Minnesota United
Vào ngày 27 tháng 6 năm 2023, câu lạc bộ tại Major League Soccer là Minnesota United đã thông báo về việc ký hợp đồng với Pukki theo dạng chuyển nhượng tự do với tư cách là cầu thủ ngoại cho đến tháng 6 năm 2025.
Vào ngày 7 tháng 10 năm 2023, Pukki lập một cú poker trong màu áo Minnesota trong chiến thắng 5–2 trước LA Galaxy. Pukki trở thành cầu thủ đầu tiên của Minnesota United ghi được bốn bàn thắng trong một trận đấu và là cầu thủ thứ hai trong lịch sử câu lạc bộ ghi được ít nhất một hat-trick trong một trận đấu thuộc mùa giải chính thức của MLS, sau Darwin Quintero vào năm 2018.

### Trở lại Phần Lan
Vào ngày 24 tháng 1 năm 2025, sau hơn 13 năm lưu lạc ở nước ngoài, Pukki đã trở lại câu lạc bộ cũ HJK Helsinki, ký hợp đồng có thời hạn hai năm với mức phí không được tiết lộ.

## Sự nghiệp quốc tế
Pukki có trận đấu ra mắt đội tuyển quốc gia Phần Lan vào ngày 4 tháng 2 năm 2009 khi HLV Stuart Baxter tung anh vào sân từ ghế dự bị trong trận giao hữu gặp Nhật Bản tại Tokyo. Anh có bàn thắng thứ 5 cho ĐTQG vào ngày 22 tháng 3 năm 2013, khi ghi bàn thắng gỡ hoà vào lưới đương kim vô địch châu Âu Tây Ban Nha tại vòng loại World Cup.
Tại UEFA Nations League 2018–19, trong 3 trận đấu đầu tiên tại League C, Pukki đều là người ghi bàn duy nhất góp công giúp Phần Lan giành quyền thăng hạng lên League B.
Pukki đã ghi 10 bàn sau 10 trận ở vòng loại UEFA Euro 2020, giúp Phần Lan giành quyền tham dự giải đấu quốc tế đầu tiên trong lịch sử.
Pukki được triệu tập cho trận đấu giao hữu trước thềm giải đấu UEFA Euro 2020 với Thụy Điển vào ngày 29 tháng 5 năm 2021. Pukki đã chơi trong cả 3 trận đấu quốc tế tại giải đấu UEFA Euro 2020. Tuy nhiên, anh đã không ghi bàn trong bất kỳ trận đấu nào trong số này và Phần Lan đã xếp thứ 3 tại Bảng B sau trận thua 2–0 trước Bỉ vào ngày 21 tháng 6 năm 2021. Sau đó họ đã bị loại khỏi giải đấu.
Vào ngày 12 tháng 10 năm 2021, Pukki đã ghi hai bàn tại Vòng loại FIFA World Cup 2022 trong trận gặp Kazakhstan để vượt qua Jari Litmanen để trở thành cầu thủ ghi nhiều bàn thắng nhất mọi thời đại của đội tuyển quốc gia Phần Lan.
Trong khuôn khổ UEFA Nations League 2022–23, Pukki ghi được ba bàn thắng trong sáu trận đấu. Năm 2023, Pukki đã chơi 10 trận trong chiến dịch Vòng loại UEFA Euro 2024, ghi hai bàn và có 5 pha kiến tạo.

## Cuộc sống cá nhân
Pukki đã kết hôn và có hai con với vợ. Vào tháng 9 năm 2023, cô ấy đang mong đợi đứa con thứ ba của họ. Vào tháng 1 năm 2024, Pukki cùng với Lukas Hradecky và Matej Hradecky đầu tư vào kinh doanh nhà hàng ở Helsinki.
Pukki được đại diện bởi người bạn thời thơ ấu Teemu Turunen.
Vào tháng 10 năm 2024, Pukki đầu tư vào câu lạc bộ cũ Kotkan Työväen Palloilijat và hiện là cổ đông thiểu số của KTP.

## Thống kê sự nghiệp

### Câu lạc bộ
Tính đến 24 tháng 11 năm 2024
| Câu lạc bộ          | Mùa giải            | Giải đấu             | Giải đấu | Giải đấu | Cúp quốc gia | Cúp quốc gia | Cúp liên đoàn | Cúp liên đoàn | Châu lục | Châu lục | Khác | Khác | Tổng cộng | Tổng cộng |
| Câu lạc bộ          | Mùa giải            | Hạng đấu             | Trận     | Bàn      | Trận         | Bàn          | Trận          | Bàn           | Trận     | Bàn      | Trận | Bàn  | Trận      | Bàn       |
| ------------------- | ------------------- | -------------------- | -------- | -------- | ------------ | ------------ | ------------- | ------------- | -------- | -------- | ---- | ---- | --------- | --------- |
| KTP                 | 2006                | Veikkausliiga        | 5        | 0        | 0            | 0            | 0             | 0             | —        | —        | —    | —    | 5         | 0         |
| KTP                 | 2007                | Veikkausliiga        | 24       | 3        | 0            | 0            | 0             | 0             | —        | —        | —    | —    | 24        | 3         |
| KTP                 | Tổng cộng           | Tổng cộng            | 29       | 3        | 0            | 0            | 0             | 0             | —        | —        | —    | —    | 29        | 3         |
| Sevilla             | 2008–09             | La Liga              | 1        | 0        | 0            | 0            | —             | —             | 0        | 0        | —    | —    | 1         | 0         |
| Sevilla Atlético    | 2008–09             | Segunda División     | 17       | 3        | 0            | 0            | —             | —             | —        | —        | —    | —    | 17        | 3         |
| Sevilla Atlético    | 2009–10             | Segunda División B   | 16       | 0        | —            | —            | —             | —             | —        | —        | —    | —    | 16        | 0         |
| Sevilla Atlético    | Tổng cộng           | Tổng cộng            | 33       | 3        | 0            | 0            | 0             | 0             | 0        | 0        | 0    | 0    | 33        | 3         |
| HJK                 | 2010                | Veikkausliiga        | 7        | 2        | 1            | 0            | 0             | 0             | 0        | 0        | —    | —    | 8         | 2         |
| HJK                 | 2011                | Veikkausliiga        | 18       | 11       | 0            | 0            | 6             | 1             | 6        | 5        | —    | —    | 30        | 17        |
| HJK                 | Tổng cộng           | Tổng cộng            | 25       | 13       | 1            | 0            | 6             | 1             | 6        | 5        | —    | —    | 38        | 19        |
| Schalke 04          | 2011–12             | Bundesliga           | 19       | 5        | 2            | 0            | —             | —             | 0        | 0        | —    | —    | 21        | 5         |
| Schalke 04          | 2012–13             | Bundesliga           | 17       | 3        | 2            | 0            | —             | —             | 5        | 0        | —    | —    | 24        | 3         |
| Schalke 04          | 2013–14             | Bundesliga           | 1        | 0        | 0            | 0            | —             | —             | 1        | 0        | —    | —    | 2         | 0         |
| Schalke 04          | Tổng cộng           | Tổng cộng            | 37       | 8        | 4            | 0            | —             | —             | 6        | 0        | —    | —    | 47        | 8         |
| Celtic              | 2013–14             | Scottish Premiership | 25       | 7        | 1            | 0            | 1             | 0             | 5        | 0        | —    | —    | 32        | 7         |
| Celtic              | 2014–15             | Scottish Premiership | 1        | 0        | 0            | 0            | 0             | 0             | 4        | 2        | —    | —    | 5         | 2         |
| Celtic              | Tổng cộng           | Tổng cộng            | 26       | 7        | 1            | 0            | 1             | 0             | 9        | 2        | —    | —    | 37        | 9         |
| Brøndby (mượn)      | 2014–15             | Danish Superliga     | 27       | 9        | 3            | 2            | —             | —             | 0        | 0        | —    | —    | 30        | 11        |
| Brøndby             | 2015–16             | Danish Superliga     | 33       | 9        | 3            | 1            | —             | —             | 8        | 3        | —    | —    | 44        | 13        |
| Brøndby             | 2016–17             | Danish Superliga     | 34       | 20       | 4            | 3            | —             | —             | 8        | 6        | —    | —    | 46        | 29        |
| Brøndby             | 2017–18             | Danish Superliga     | 36       | 17       | 5            | 1            | —             | —             | 3        | 1        | —    | —    | 44        | 19        |
| Brøndby             | Tổng cộng           | Tổng cộng            | 130      | 55       | 15           | 7            | —             | —             | 19       | 10       | —    | —    | 164       | 72        |
| Norwich City        | 2018–19             | Championship         | 43       | 29       | 1            | 0            | 2             | 1             | —        | —        | —    | —    | 46        | 30        |
| Norwich City        | 2019–20             | Premier League       | 36       | 11       | 2            | 0            | 0             | 0             | —        | —        | —    | —    | 38        | 11        |
| Norwich City        | 2020–21             | Championship         | 41       | 26       | 1            | 0            | 0             | 0             | —        | —        | —    | —    | 42        | 26        |
| Norwich City        | 2021–22             | Premier League       | 37       | 11       | 3            | 0            | 1             | 0             | —        | —        | —    | —    | 41        | 11        |
| Norwich City        | 2022–23             | Championship         | 41       | 10       | 1            | 0            | 1             | 0             | —        | —        | —    | —    | 43        | 10        |
| Norwich City        | Tổng cộng           | Tổng cộng            | 198      | 87       | 8            | 0            | 4             | 1             | —        | —        | —    | —    | 210       | 88        |
| Minnesota United    | 2023                | MLS                  | 14       | 10       | —            | —            | —             | —             | —        | —        | 5    | 0    | 19        | 10        |
| Minnesota United    | 2024                | MLS                  | 21       | 4        | —            | —            | —             | —             | —        | —        | 3    | 0    | 24        | 4         |
| Minnesota United    | Tổng cộng           | Tổng cộng            | 35       | 14       | —            | —            | —             | —             | —        | —        | 8    | 0    | 43        | 14        |
| HJK                 | 2025                | Veikkausliiga        | 0        | 0        | 0            | 0            | 0             | 0             | 0        | 0        | –    | –    | 0         | 0         |
| Tổng cộng sự nghiệp | Tổng cộng sự nghiệp | Tổng cộng sự nghiệp  | 513      | 189      | 29           | 7            | 11            | 2             | 40       | 17       | 8    | 0    | 601       | 215       |

1. ↑  Bao gồm Finnish Cup, DFB-Pokal, Scottish Cup, Danish Cup, FA Cup
2. ↑  Bao gồm Finnish League Cup, Scottish League Cup, EFL Cup
3. ↑  Bốn lần ra sân tại UEFA Champions League, hai lần ra sân tại UEFA Europa League
4. 1 2 3 4  Số lần ra sân tại UEFA Champions League
5. 1 2 3  Số lần ra sân tại UEFA Europa League
6. ↑  Số lần ra sân tại Leagues Cup
7. ↑  Hai lần ra sân tại Leagues Cup, một lần ra sân tại MLS Cup playoffs

### Quốc tế
Tính đến ngày 17 tháng 11 năm 2024
| Đội tuyển quốc gia | Năm       | Trận | Bàn |
| ------------------ | --------- | ---- | --- |
| Phần Lan           | 2009      | 1    | 0   |
| Phần Lan           | 2010      | 2    | 0   |
| Phần Lan           | 2011      | 6    | 0   |
| Phần Lan           | 2012      | 9    | 4   |
| Phần Lan           | 2013      | 10   | 2   |
| Phần Lan           | 2014      | 9    | 2   |
| Phần Lan           | 2015      | 7    | 0   |
| Phần Lan           | 2016      | 10   | 1   |
| Phần Lan           | 2017      | 8    | 1   |
| Phần Lan           | 2018      | 8    | 5   |
| Phần Lan           | 2019      | 10   | 10  |
| Phần Lan           | 2020      | 7    | 2   |
| Phần Lan           | 2021      | 14   | 6   |
| Phần Lan           | 2022      | 8    | 4   |
| Phần Lan           | 2023      | 10   | 2   |
| Phần Lan           | 2024      | 9    | 3   |
| Tổng cộng          | Tổng cộng | 127  | 42  |

### Bàn thắng quốc tế
Tính đến ngày 17 tháng 11 năm 2023.
| #  | Ngày                 | Địa điểm                                                  | Số trận | Đối thủ              | Tỷ số | Kết quả | Giải đấu                    |
| -- | -------------------- | --------------------------------------------------------- | ------- | -------------------- | ----- | ------- | --------------------------- |
| 1  | 26 tháng 5 năm 2012  | Red Bull Arena, Wals-Siezenheim, Áo                       | 11      | Thổ Nhĩ Kỳ           | 2–2   | 3–2     | Giao hữu                    |
| 2  | 15 tháng 8 năm 2012  | Windsor Park, Belfast, Bắc Ireland                        | 14      | Bắc Ireland          | 2–2   | 3–3     | Giao hữu                    |
| 3  | 11 tháng 9 năm 2012  | Na Stínadlech, Teplice, Cộng hoà Séc                      | 16      | Cộng hòa Séc         | 1–0   | 1–0     | Giao hữu                    |
| 4  | 14 tháng 11 năm 2012 | Sân vận động GSP, Nicosia, Síp                            | 18      | Síp                  | 1–0   | 3–0     | Giao hữu                    |
| 5  | 22 tháng 3 năm 2013  | El Molinón, Gijón, Tây Ban Nha                            | 20      | Tây Ban Nha          | 1–1   | 1–1     | Vòng loại World Cup 2014    |
| 6  | 11 tháng 6 năm 2013  | Sân vận động Trung tâm, Gomel, Belarus                    | 23      | Belarus              | 1–0   | 1–1     | Vòng loại World Cup 2014    |
| 7  | 21 tháng 5 năm 2014  | Sân vận động Olympic, Helsinki, Phần Lan                  | 30      | Cộng hòa Séc         | 1–0   | 2–2     | Giao hữu                    |
| 8  | 21 tháng 5 năm 2014  | Sân vận động Olympic, Helsinki, Phần Lan                  | 30      | Cộng hòa Séc         | 2–1   | 2–2     | Giao hữu                    |
| 9  | 6 tháng 10 năm 2016  | Laugardalsvöllur, Reykjavík, Iceland                      | 52      | Iceland              | 1–0   | 2–3     | Vòng loại World Cup 2018    |
| 10 | 5 tháng 9 năm 2017   | Sân vận động Loro Boriçi, Shkodër, Albania                | 59      | Kosovo               | 1–0   | 1–0     | Vòng loại World Cup 2018    |
| 11 | 26 tháng 3 năm 2018  | Gloria Golf Resort Pitch A, Belek, Thổ Nhĩ Kỳ             | 64      | Malta                | 1–0   | 5–0     | Giao hữu                    |
| 12 | 26 tháng 3 năm 2018  | Gloria Golf Resort Pitch A, Belek, Thổ Nhĩ Kỳ             | 64      | Malta                | 3–0   | 5–0     | Giao hữu                    |
| 13 | 8 tháng 9 năm 2018   | Sân vận động Ratina, Tampere, Phần Lan                    | 65      | Hungary              | 1–0   | 1–0     | UEFA Nations League 2018–19 |
| 14 | 11 tháng 9 năm 2018  | Sân vận động Veritas, Turku, Phần Lan                     | 66      | Estonia              | 1–0   | 1–0     | UEFA Nations League 2018–19 |
| 15 | 13 tháng 10 năm 2018 | A. Le Coq Arena, Tallinn, Estonia                         | 67      | Estonia              | 1–0   | 1–0     | UEFA Nations League 2018–19 |
| 16 | 8 tháng 6 năm 2019   | Sân vận động Ratina, Tampere, Phần Lan                    | 73      | Bosna và Hercegovina | 1–0   | 2–0     | Vòng loại Euro 2020         |
| 17 | 8 tháng 6 năm 2019   | Sân vận động Ratina, Tampere, Phần Lan                    | 73      | Bosna và Hercegovina | 2–0   | 2–0     | Vòng loại Euro 2020         |
| 18 | 11 tháng 6 năm 2019  | Sân vận động Rheinpark, Vaduz, Liechtenstein              | 74      | Liechtenstein        | 1–0   | 2–0     | Vòng loại Euro 2020         |
| 19 | 5 tháng 9 năm 2019   | Sân vận động Ratina, Tampere, Phần Lan                    | 75      | Hy Lạp               | 1–0   | 1–0     | Vòng loại Euro 2020         |
| 20 | 8 tháng 9 năm 2019   | Sân vận động Ratina, Tampere, Phần Lan                    | 76      | Ý                    | 1–1   | 1–2     | Vòng loại Euro 2020         |
| 21 | 15 tháng 10 năm 2019 | Sân vận động Veritas, Turku, Phần Lan                     | 78      | Armenia              | 2–0   | 3–0     | Vòng loại Euro 2020         |
| 22 | 15 tháng 10 năm 2019 | Sân vận động Veritas, Turku, Phần Lan                     | 78      | Armenia              | 3–0   | 3–0     | Vòng loại Euro 2020         |
| 23 | 15 tháng 11 năm 2019 | Telia 5G -areena, Helsinki, Phần Lan                      | 79      | Liechtenstein        | 2–0   | 3–0     | Vòng loại Euro 2020         |
| 24 | 15 tháng 11 năm 2019 | Telia 5G -areena, Helsinki, Phần Lan                      | 79      | Liechtenstein        | 3–0   | 3–0     | Vòng loại Euro 2020         |
| 25 | 18 tháng 11 năm 2019 | Sân vận động Olympic, Athens, Hy Lạp                      | 80      | Hy Lạp               | 1–0   | 1–2     | Vòng loại Euro 2020         |
| 26 | 15 tháng 11 năm 2020 | Sân vận động Quốc gia Vasil Levski, Sofia, Bulgaria       | 86      | Bulgaria             | 1–0   | 2–1     | UEFA Nations League 2020–21 |
| 27 | 18 tháng 11 năm 2020 | Sân vận động Cardiff City, Cardiff, Wales                 | 87      | Bulgaria             | 1–2   | 1–3     | UEFA Nations League 2020–21 |
| 28 | 24 tháng 3 năm 2021  | Sân vận động Olympic, Helsinki, Phần Lan                  | 88      | Bosna và Hercegovina | 1–1   | 2–2     | Vòng loại World Cup 2022    |
| 29 | 24 tháng 3 năm 2021  | Sân vận động Olympic, Helsinki, Phần Lan                  | 88      | Bosna và Hercegovina | 2–1   | 2–2     | Vòng loại World Cup 2022    |
| 30 | 28 tháng 3 năm 2021  | Khu phức hợp thể thao quốc gia Olimpiyskiy, Kyiv, Ukraina | 89      | Ukraina              | 1–1   | 1–1     | Vòng loại World Cup 2022    |
| 31 | 9 tháng 10 năm 2021  | Sân vận động Olympic, Helsinki, Phần Lan                  | 97      | Ukraina              | 1–1   | 1–2     | Vòng loại World Cup 2022    |
| 32 | 12 tháng 10 năm 2021 | Astana Arena, Astana, Kazakhstan                          | 98      | Kazakhstan           | 1–0   | 2–0     | Vòng loại World Cup 2022    |
| 33 | 12 tháng 10 năm 2021 | Astana Arena, Astana, Kazakhstan                          | 98      | Kazakhstan           | 2–0   | 2–0     | Vòng loại World Cup 2022    |
| 34 | 26 tháng 3 năm 2022  | Sân vận động Nueva Condomina, Murcia, Tây Ban Nha         | 101     | Iceland              | 1–0   | 1–1     | Giao hữu                    |
| 35 | 4 tháng 6 năm 2022   | Sân vận động Olympic, Helsinki, Phần Lan                  | 103     | Bosna và Hercegovina | 1–0   | 1–1     | UEFA Nations League 2022–23 |
| 36 | 14 tháng 6 năm 2022  | Sân vận động Bilino Polje, Zenica, Bosna và Hercegovina   | 106     | Bosna và Hercegovina | 1–1   | 2–3     | UEFA Nations League 2022–23 |
| 37 | 23 tháng 9 năm 2022  | Sân vận động Olympic, Helsinki, Phần Lan                  | 107     | România              | 1–0   | 1–1     | UEFA Nations League 2022–23 |
| 38 | 19 tháng 6 năm 2023  | Sân vận động Olympic, Helsinki, Phần Lan                  | 112     | San Marino           | 6–0   | 6–0     | Vòng loại UEFA Euro 2024    |
| 39 | 17 tháng 11 năm 2023 | Sân vận động Olympic, Helsinki, Phần Lan                  | 118     | Bắc Ireland          | 3–0   | 4–0     | Vòng loại UEFA Euro 2024    |
| 40 | 21 tháng 3 năm 2024  | Sân vận động Cardiff City, Cardiff, Wales                 | 119     | Wales                | 1–2   | 1–4     | Vòng loại UEFA Euro 2024    |
| 41 | 4 tháng 6 năm 2024   | Sân vận động José Alvalade, Lisbon, Bồ Đào Nha            | 121     | Bồ Đào Nha           | 1–3   | 2–4     | Giao hữu                    |
| 42 | 4 tháng 6 năm 2024   | Sân vận động José Alvalade, Lisbon, Bồ Đào Nha            | 121     | Bồ Đào Nha           | 2–3   | 2–4     | Giao hữu                    |

## Danh hiệu
Đội trẻ Sevilla
- Copa del Rey Juvenil de Fútbol: 2008[53]

HJK
- Veikkausliiga: 2010, 2011[54]
- Cúp quốc gia Phần Lan: 2011[54]

Celtic
- Scottish Premiership: 2013–14[49]

Brøndby IF
- Cúp quốc gia Đan Mạch: 2017–18

Norwich City
- EFL Championship: 2018–19[55], 2020-21[56]

Cá nhân
- Veikkausliiga All Stars: 2011
- Cầu thủ xuất sắc nhất mùa giải của EFL Championship: 2018–19[9]
- Đội hinh tiêu biểu EFL: 2018–19[57]
- PFA Team of the Year: 2018–19 Championship[58]
- Cầu thủ xuất sắc nhất mùa giải của Norwich City: 2019[59]
- Vua phá lưới EFL Championship: 2018–19[60]
- Cầu thủ xuất sắc nhất tháng của Premier League: Tháng 8 năm 2019[2]
- Finnish Sports Personality of the Year: 2019[61]
- Cầu thủ Phần Lan xuất sắc nhất năm: 2019[62]